# هیرویوکی تازاوا
هیرویوکی تازاوا (انگلیسی: Hiroyuki Tazawa؛ زادهٔ ۲۹ آوریل ۱۹۷۸) بازیکن فوتبال اهل ژاپن است.
از باشگاه‌هایی که در آن بازی کرده‌است می‌توان به باشگاه فوتبال یوکوهاما مارینوس اشاره کرد.